# HD 42807
HD 42807，又名BD+10 1050，SAO 95394、HR 2208，是一颗恒星，视星等为6.45，位于銀經199.1，銀緯-3.5，其B1900.0坐标为赤經6h 7m 39.5s，赤緯+10° -3.5′ 38″。